# The Glad Eye (1920)
The Glad Eye é um filme de comédia mudo produzido no Reino Unido e lançado em 1920. É uma adaptação da peça teatral Le Zebre, de Paul Armont.